# Marc Leclerc (écrivain)
Pour les articles homonymes, voir Marc Leclerc et Leclerc.
 (mai 2019).
Si vous disposez d'ouvrages ou d'articles de référence ou si vous connaissez des sites web de qualité traitant du thème abordé ici, merci de compléter l'article en donnant les références utiles à sa vérifiabilité et en les liant à la section « Notes et références ».
Marc Leclerc est un écrivain français né le 1er octobre 1874 à Provins et mort le 11 novembre 1946 à La Ménitré.

## Biographie
Marc Paul Auguste Leclerc est le fils d'Auguste Marc Leclerc, lieutenant-colonel de cavalerie, officier de la Légion d'honneur, et de Noémie Juliette Chasseloup de Châtillon.
Saumurois, le grand maître des parlers d'Anjou, est élève au Prytanée militaire de La Flèche, suit des études juridiques et à l'école d'art graphique de Paris, devient journaliste, écrivain, chansonnier et comédien. 
Mobilisé durant la Première Guerre mondiale, il sert en tant qu'officier de réserver et combat notamment à Verdun. 
Secrétaire de la rédaction de l'Angevin de Paris, il est membre fondateur du Syndicat de la presse régionaliste de Paris, vice-président fondateur de l'Association des écrivains combattants, trésorier de la Société des Artistes angevins, membre de la Société des gens de lettres et délégué de la Ligue maritime française.
Il écrit beaucoup sur l'Anjou, tant en français qu'en patois angevin, auteur de nombreux ouvrages régionalistes et devient le créateur des « rimiaux » (poème ou conte rimé en parler angevin).
Extrait d'un des rimiaux d'Anjou
Lors vous comprendrez l'Ang'vin
Point faignant, mais ben tranquille
Ein p'tit porté pour le vin
Craignant la peine inutile...

## Hommages
- Boulevard Marc Leclerc, Angers

## Publications
- Rimiaux d'Anjou, Paris, Lechevalier, Angers, Grassin, 1913, Société des Artistes Angevins, édition illustrée par l'auteur
- La Passion de notre frère, le poilu, Paris, Ferroud, 1917. Paris Éditions G. Grès et Compagnie, 1922, cet ouvrage a obtenu le prix Jean Revel en 1916. Paris, Les Éditions Montceau, 1946. Un poilu de la Guerre de 1914-1918, tué au combat, se retrouve aux portes du paradis. Là il subit un interrogatoire devant l'assemblée de tous les saints, pour savoir s'il est digne d'entrer. Ouvrage, écrit en vers et en langage populaire "C'était ein pauv'bougre d'Poélu, Qui s'en allait sous la mitraille. Vantié bien qu'i n'aurait voulu Être en aut'part qu'en la Bataille". Illustré par Grand'Aigle.
- Les Souvenirs de tranchées d’un poilu, Crès, 1917.
- Rimiaux d'Anjou avec un glossaire des termes de patois employés au cours de l'ouvrage, Librairie Sainte-Croix, Angers, 1918.
- En lâchant l'barda, Crès, 1920.
- Avec nos Frères les Poilus, Avec de nombreuses illustrations de l'auteur et un frontispice de Camille Boirie, Éditions de nos chansons françaises, Paris, 1921.
- Poètes angevins d'aujourd'hui. Essais anthologiques, Société des Artistes Angevins, Lefebvre, 1922.
- L'Entarr'ment du père Taugourdeau, gravures sur bois de Jean-Adrien Mercier, édition du bibliophile angevin, 1923.
- L'Anthologie du Sacavin, ou petit recueil des plus excellents propos et discours (vers et prose) qu'inspira le glorieux, subtil et généreux vin d'Anjou à nos auteurs angevins de tous les temps et à quelques autres, colligés et annotés par Marc Leclerc, angevin, Angers, éditions André Bruel, 1925. Anthologie qui va de Grégoire de Tours à Curnonsky en passant par Rabelais, Charles de Bourdigné, Joachim du Bellay, Baïf, Pierre Le Loyer, Philippe Pistel, Honorat de Bueil, marquis de Racan, Gilles Ménage, Pierre de Marbeuf, Vial, Dovalle, Raoul Ponchon, etc.
- Philippe Pistel et son tombeau des Yvrongnes, Angers, Bruel pour le Bibliophile angevin, 1936. Rare essai biographique et bibliographique. L'édition originale du Tombeau des Yvrongnes parue à Caen en 1611 n'est connue qu'à un seul exemplaire.
- Rimiaux d'Anjou d'hiar et d'anhui, Angers, éditions Jacques Petit, 1944. Illustré par Grand'Aigle.
- Leclerc (1874-1946), éditions de l'Ouest, 1947.
- Ne rien manger ou manger pour rien !, éditions du Petit Courrier, Angers.
- Sur l'air angevin, Éditions de la Lyre Chansonnière, Paris, 1947, illustrations à la plume de Pierre Berjole, 50 chansons populaires recueillies en Anjou.